# Дуэ, Элли
Элли Фрэнсис Дуэ (англ. Elley Frances Duhé, род. 14 февраля 1992, Мобил, Алабама) — американская певица. Мировой успех принес сингл «Middle of the Night», ставший хитом в 2022 году.

## Ранняя жизнь
Элли родилась 14 февраля 1992 года в городе Мобил, Алабама. Она начала свою карьеру в 15 лет, играла на гитаре и пела в кофейнях. Дуэ была вдохновлена своим отцом-музыкантом и дядями, работающими на музыкальной сцене Нового Орлеана. Выступая в барах, ресторанах и на частных вечеринках, она получила достаточно известности, чтобы ее пригласили на разогрев национальных выступлений и связались с авторами песен в Нашвилле, Лос-Анджелесе и Остине, где после того, как она бросила школу и получила GED, она провела три года, оттачивая свое мастерство.
Она появилась на этапе слепых прослушиваний второго сезона «The Voice» в 2012 году, но не прошла в конкурсе. В начале своей карьеры она использовала сценический псевдоним «EHS». В настоящее время живет в Лос-Анджелесе

## Популярность
Сингл «Millennium», выпущенный в октябре 2016 года в сотрудничестве с продюсером электронной музыки Тарро, был просмотрен более двух миллионов раз на YouTube и 1,4 миллиона раз транслировался на Spotify.
После того, как Billboard представил ее сингл «Immortal» в декабре 2016 года, он набрал 4,5 миллиона прослушиваний на Spotify, а видео набрало почти миллион просмотров на YouTube. Ремикс от диджейского дуэта Snakehips собрал дополнительные 770 000 прослушиваний на Spotify .
Ее следующий сингл «Fly», выпущенный в июле 2017 года, был спродюсирован ILLA и Cool & Dre (Кристина Милиан, Лил Уэйн).
В июле 2018 года она сотрудничала с немецким музыкальным продюсером Zedd над синглом «Happy Now».
3 августа 2018 года был выпущен ее совместный с Gryffin сингл «Tie Me Down». 10 августа 2018 года она выпустила EP Dragon Mentality. В том же году ее сингл 2020 года «Middle of the Night (песня Элли Дуэ)» добился успеха в чартах после того, как стал вирусным на TikTok. В 2021 году она выпустила «Kids of the Night». Она также выпустила «Bad Memories» с Meduza, Джеймсом Картером и Fast Boy в 2022 году. Тем летом она подписала «семизначное соглашение о финансировании артистов» с beatBread, чтобы позволить ей выпускать больше музыки самостоятельно на своем лейбле Not Fit for Society.

## Дискография
- 2018 — Dragon Mentality (EP)
- 2023 — Phoenix